# 浅川 (長野市)
浅川（あさかわ）は、長野県長野市北部の地域。
1. 【狭義】浅川一〜五丁目の範囲
2. 【広義】1. も含む、1889年（明治22年）時点の上水内郡浅川村域。長野市役所浅川支所管内の範囲。本項で解説

本項では、かつて概ね同区域に所在した上水内郡浅川村（あさかわむら）についても述べる。
1889年（明治22年）に誕生した浅川村の村名は、村の中を流れる浅川に由来する。また、①古くから浅川一帯は「柳原荘朝川原」と称せられていたこと、②現在も北郷にある朝川原神社（旧郷社）が諏訪大明神と飯綱大明神の合祀によって「朝川原神社」の名を許されたことなどにも由来する。

## 人口
地域内の人口および世帯数（長野市役所浅川支所管内）は、2,780世帯 6,404人（令和5年3月1日現在）。
以下、1880年～1995年までは『長野市誌 第8巻』、2000年～は住民基本台帳の毎年1月1日のデータに基づく。
第二次大戦末期から、都市からの疎開による人口増加が始まり、戦後は疎開者の引き揚げにより減少した時期もあった。しかし、1964年の浅川団地造営後は一挙に増加し、その後、1978年に西条団地、1981年に神楽橋団地、屋敷田の団地が相次いで造成され、1985年には人口が合併時の2,5倍程度に増加した。浅川小学校は児童数の増加により、1975年に水田地帯であった近くの浅川東条に新築移転している。
しかし1985年頃をピークに人口は減少に転じ、近年は6千人台になってきている。
- 1880年　2170人
- 1920年　2615人
- 1925年　2638人
- 1935年　2780人
- 1947年　3405人
- 1955年　3273人
- 1965年　3759人
- 1975年　5537人
- 1985年　8363人
- 1990年　8116人
- 1995年　8175人
- 2000年　7685人
- 2005年　7404人
- 2010年　7274人
- 2015年　6986人
- 2020年　6676人

| \| 1955年（昭和30年） \| 3,273人 \| \| \| 1965年（昭和40年） \| 3,759人 \| \| \| 1975年（昭和50年） \| 5,537人 \| \| \| 1985年（昭和60年） \| 8,363人 \| \| \| 1995年（平成7年） \| 8,175人 \| \| \| 2005年（平成17年） \| 7,404人 \| \| \| 2015年（平成27年） \| 6,986人 \| \| \| 2020年（令和2年） \| 6,676人 \| \| |         |  |
| 長野市 |         |  |
| 1955年（昭和30年） | 3,273人 |  |
| 1965年（昭和40年） | 3,759人 |  |
| 1975年（昭和50年） | 5,537人 |  |
| 1985年（昭和60年） | 8,363人 |  |
| 1995年（平成7年） | 8,175人 |  |
| 2005年（平成17年） | 7,404人 |  |
| 2015年（平成27年） | 6,986人 |  |
| 2020年（令和2年） | 6,676人 |  |

## 地理
地域の北西を三登山 (923m)、北東を飯縄山 (1917m)、南東を地附山 (732m) などに囲まれる。北東の飯縄山麓から浅川が発し、南西へ流れる。地域西部を長野県道37号長野信濃線（坂中峠）、東部を長野県道506号戸隠高原浅川線（浅川ループライン）が走る。周囲は以下の地区と接する。
地区東部は若槻・稲田・徳間などと併せて長野市北部の一大住宅地を形成しているが、当地区は山際のため商業施設等はほとんどなく、比較的長閑な風景である。
地区西部は飯綱高原の入口にあたる中山間地で、小さな集落が点在している。長野オリンピックにあわせて浅川ループラインが開通したこともあり、北西部ではリゾート開発が行なわれた。中曽根には長野五輪ボブスレー・リュージュ会場「スパイラル」が建設されたほか、北郷・三ツ出のため池・湿原地帯には長野京急カントリークラブが開かれた。

## 沿革
旧浅川村の歴史
- 江戸時代
  - 前身の北郷村・伺去村・真光寺村・清水村・西条村・東条村は松代藩領であった
  - 上松村・上宇木村・下宇木村・押鐘村・吉田村・東条村・檀田村・山田村・徳間村・稲積村の10村が、「浅河原掛り拾ヵ村」を結成。浅河原（浅川）の水利について利害調整等を行う
- 1753年（宝暦3年） - 真光寺村の浅川油田が文献に初出
- 1871年（明治4年）8月 - 浅川油田の石油を基に、日本初とされる石油会社「長野石炭油会社」が設立される
- 1872年（明治5年） - 水内郡伺去村・真光寺村・清水村が合併し、水内郡伺去真光寺村となる
- 1874年（明治7年） - 伺去真光寺村（現 真光寺）に清真学校（長野市立浅川小学校の前身）が開校
  - 3月31日 - 西条村（現 浅川押田）に開育学校（浅川小学校の前身）が開校
  - 12月 - 北郷村（現 北郷）に北郷学校（浅川小学校北郷分校の前身）が開校
- 1879年（明治12年）1月14日 - 郡区町村編制法施行。水内郡が上水内郡と下水内郡とに分割され、上水内郡北郷村・伺去真光寺村・西条村・東条村となる
- 1889年（明治22年）4月1日 - 市町村制施行。上水内郡北郷村・伺去真光寺村・西条村（稲倉組区・徳間組区・西組区・福岡組区・坂中組区・台ヶ窪組区）・東条村（西組区）が合併し、上水内郡浅川村となる（西条村東組区・東条村東組区は若槻村の一部となる）
- 1939年（昭和14年） - 論電ヶ谷池（現 長野市上ケ屋）が決壊し、浅川に流入。橋の流失や死亡者など、浅川村内でも大きな被害
- 1939年（昭和14年）7月6日14時頃　浅川村地光に陸軍重爆撃機墜落
- 1947年（昭和22年） - 浅川村立浅川小学校に併設して浅川中学校（長野市立北部中学校の前身の一）が開校
- 1954年（昭和29年）4月1日 - 上水内郡浅川村、同郡朝陽村・古里村・柳原村・若槻村・長沼村・安茂里村・小田切村・芋井村・大豆島村とともに長野市に編入（第1次昭和の大合併）。1889年（明治22年）時点の旧北郷村域は大字北郷・旧伺去真光寺村域は大字伺去真光寺・旧西条村（稲倉組区・徳間組区・西組区・福岡組区・坂中組区・台ヶ窪組区）は大字浅川西条・旧東条村（西組区）は大字浅川東条となる

長野市浅川の歴史
- 1959年（昭和34年）4月1日 - 浅川中学校・若槻中学校を統合し、長野市立北部中学校が開校。1年間旧校舎を浅川部校・若槻部校として用いた後、1960年（昭和35年）4月28日、大字浅川西条（現 屋敷田）に新校舎開校
- 1969年（昭和44年） - 浅川小学校北郷分校（大字北郷＝現 北郷）が閉校
- 1970年（昭和45年） - 浅川小学校畑山分室（大字北郷＝現 浅川畑山）が閉鎖
- 1971年（昭和46年） - 浅川小学校門沢分室（大字北郷＝現 門沢）が閉鎖
- 1973年（昭和48年） - 浅川油田の商業利用が終わる
- 1974年（昭和49年）9月1日 - 町名整理。以下の通り分割され、大字北郷・大字伺去真光寺・大字浅川西条・大字浅川東条は消滅する
  - 大字北郷の一部を分け、浅川一ノ瀬・浅川畑山・門沢・中曽根・北郷・三ツ出が発足
  - 大字伺去真光寺・大字浅川西条の各一部を分け、伺去・浅川清水が発足
  - 大字伺去真光寺・大字浅川東条・大字浅川西条の各一部を分け、真光寺が発足
  - 大字浅川西条の一部を分け、浅川西平・浅川福岡・浅川押田・浅川西条が発足
  - 大字浅川西条・大字伺去真光寺の各一部を分け、台ケ窪が発足
  - 大字浅川西条・大字浅川東条の各一部を分け、坂中が発足
  - 大字浅川東条の一部を分け、浅川東条が発足
  - 大字浅川東条・大字浅川西条の各一部を分け、浅川一〜五丁目が発足
  - 大字若槻西条・大字若槻東条・大字徳間の各一部を分け、神楽橋が発足
  - 大字若槻東条・大字若槻西条の各一部を分け、屋敷田が発足
- 1976年（昭和51年）8月12日 - 浅川清水に長野市霊園（第1期）が完成
- 1977年（昭和52年）10月 - 浅川東条の現在地に長野市役所浅川支所が新築移転
- 1985年（昭和60年） - 浅川一ノ瀬・真光寺の浅川ダム建設事業が国庫補助として採択される
- 1998年（平成10年） - 長野オリンピック・長野パラリンピック開催
  - 1996年（平成8年）
    - 11月9日 - 中曽根にボブスレー・リュージュ会場「スパイラル」（長野市ボブスレー・リュージュパーク）竣工
    - 12月26日 - 会場アクセスルートとなる浅川ループラインが、浅川ダム付替道路として開通
- 1998年（平成10年）7月 - 北郷に長野京急カントリークラブが開業
- 2001年（平成13年）11月16日 - 長野県道37号長野信濃線坂中バイパス（坂中〜上水内郡牟礼村＝当時）開通
- 2017年（平成29年）3月17日 - 浅川一ノ瀬・真光寺の長野県営浅川ダムが運用開始

## 浅川
浅川（あさかわ）は、浅川地域南東部の地区。浅川一〜五丁目がある（住居表示未施行）。郵便番号は381-0054。
周囲は以下の町丁と接する。
地区内は浅川団地として造成された南向き斜面の住宅街。一・二・三・四丁目が接する中央部に商店が数軒あり、北東の五丁目に県営浅川団地（アパート）がある。
地区内の人口および世帯数は以下の通り（令和5年3月1日現在）。
|            | 世帯数  | 人口    |
| ---------- | ------- | ------- |
| 浅川一丁目 | 103世帯 | 250人   |
| 浅川二丁目 | 157世帯 | 395人   |
| 浅川三丁目 | 62世帯  | 145人   |
| 浅川四丁目 | 91世帯  | 208人   |
| 浅川五丁目 | 68世帯  | 164人   |
|            |         |         |
| 計         | 481世帯 | 1,162人 |

### 交通
路線バス
地区内を走る、アルピコ交通の以下の路線系統が利用できる。
- アルピコ交通
  - 16 長野駅 - 若槻団地 - 若槻東条
  - 17 長野駅 - 浅川西条 - 若槻東条

### 施設

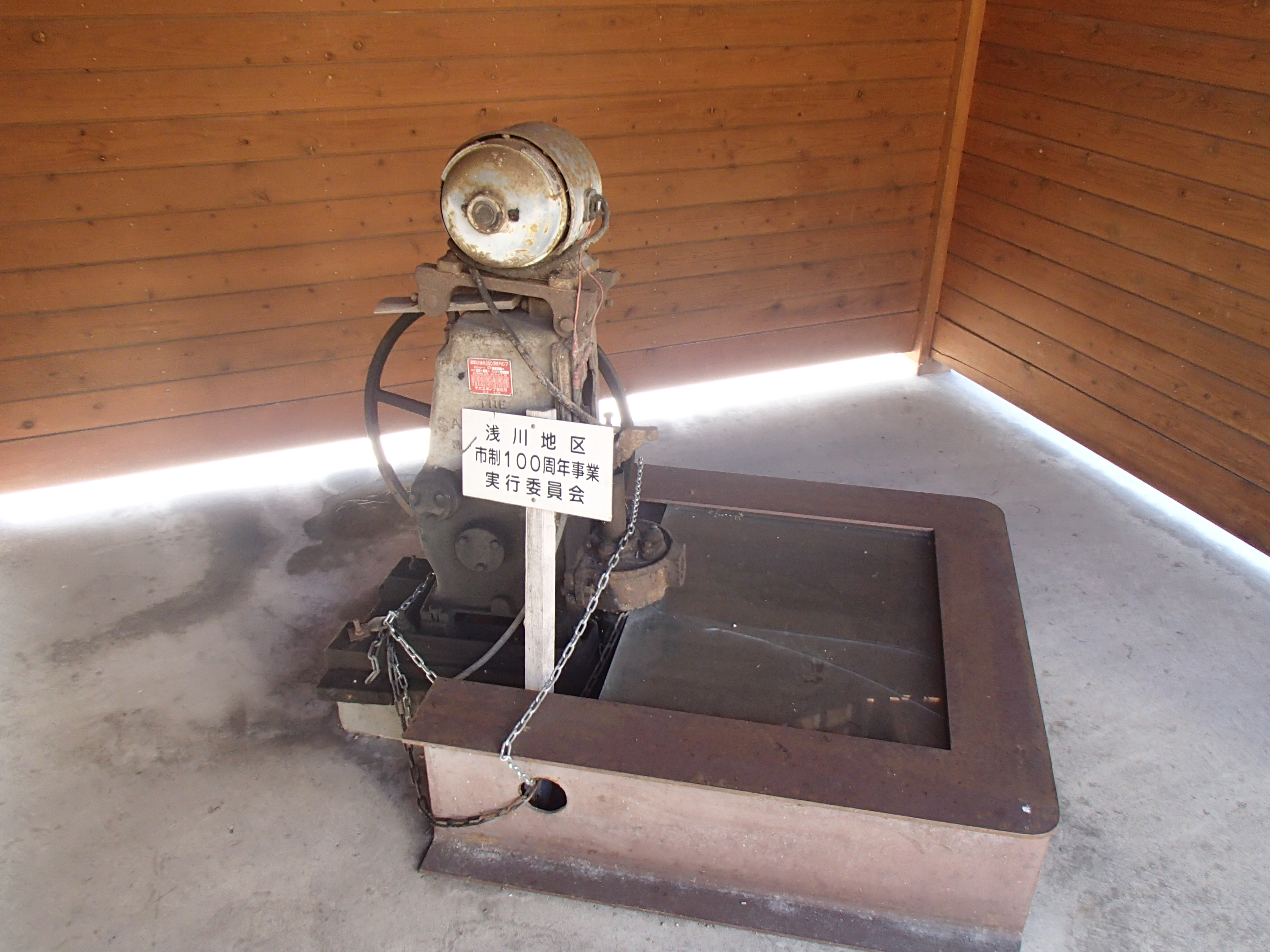
浅川油田 石油井戸跡
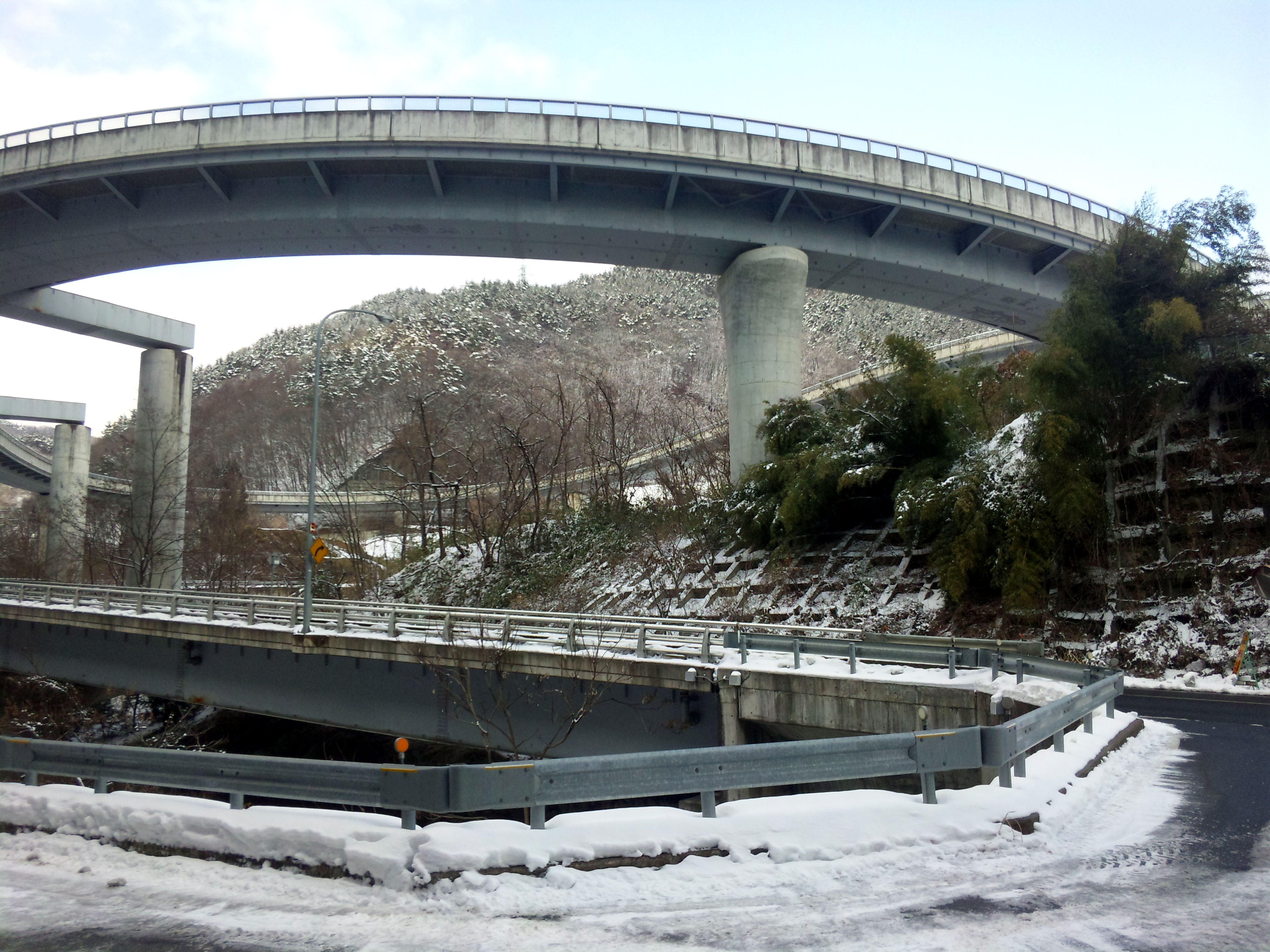
真光寺ループ橋
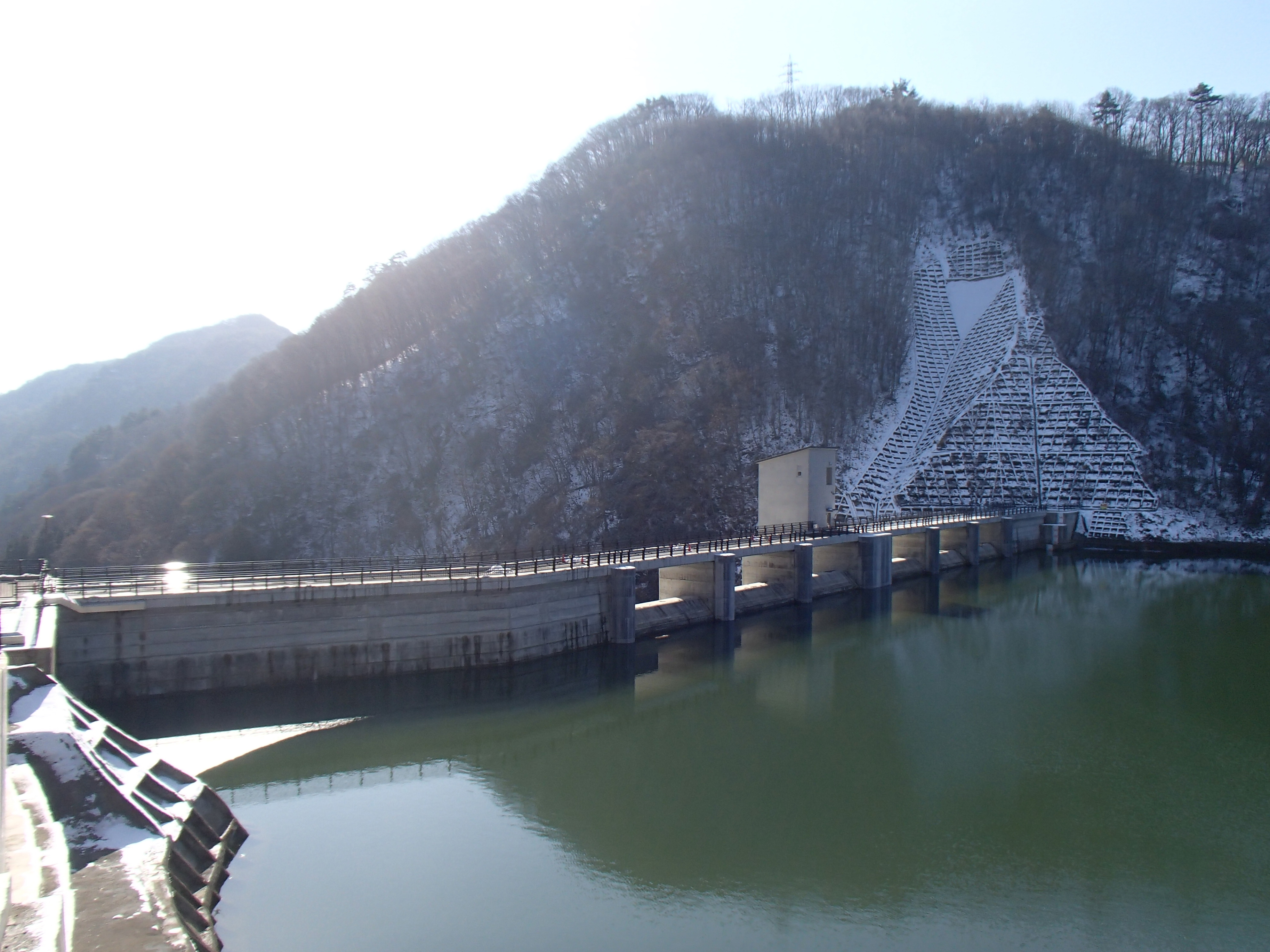
浅川ダム（試験湛水時）

浅川五丁目
- 県営浅川団地

## 浅川一ノ瀬
浅川一ノ瀬（あさかわ・いちのせ）は、浅川地域中部の地区。現在は無人地帯であるため、郵便番号は割り振られていない。
浅川（北浅川）右岸に長細く伸びる地区で、中央部には浅川ダムがある。長野県道506号戸隠高原浅川線（浅川ループライン）の真光寺ループ橋が南東部をかすめるほか、同県道の旧道が浅川に沿って縦走する。
周囲は以下の町丁と接する。

### 交通
公共交通機関などは長野駅まで続くバス等がある。

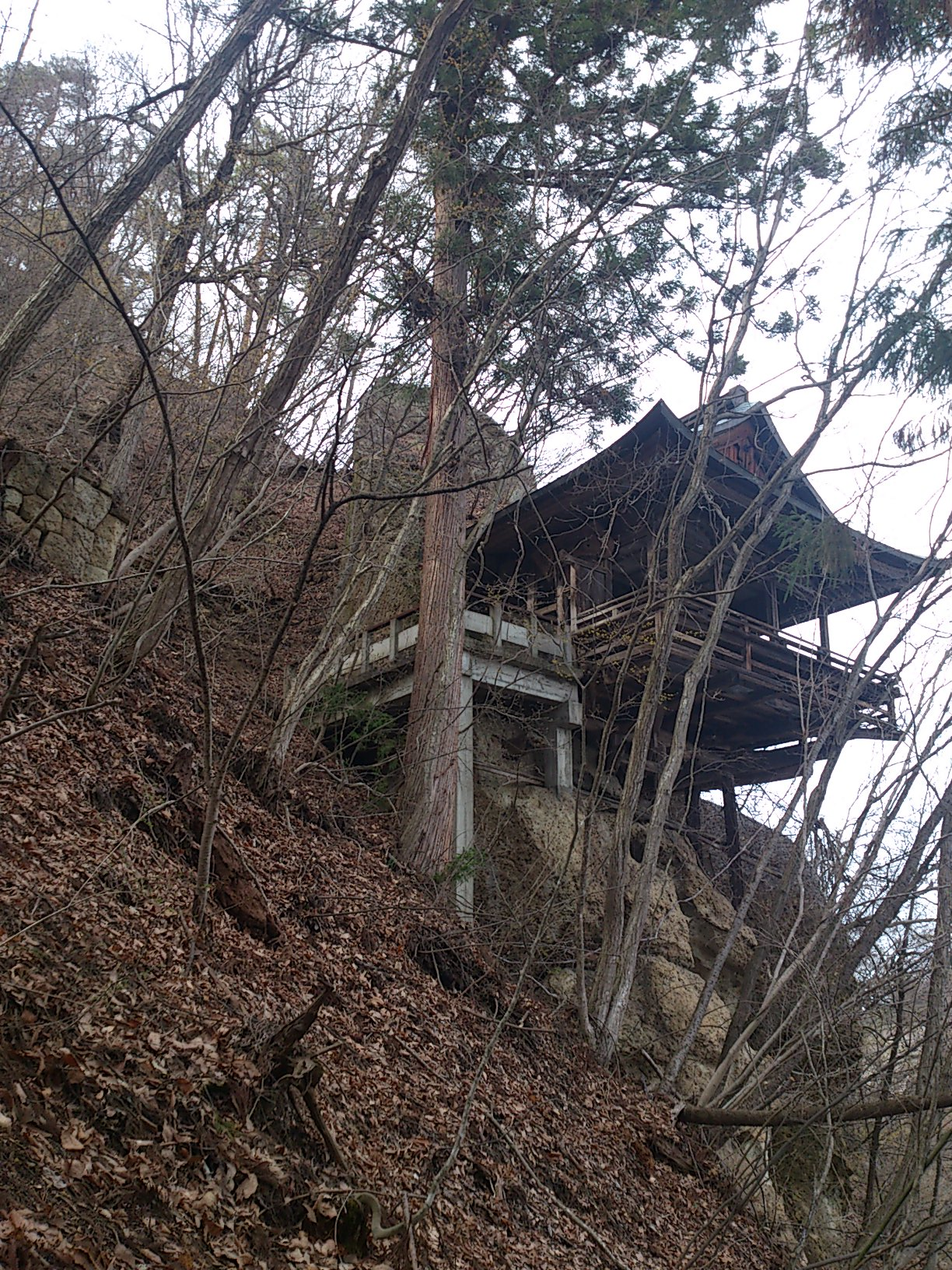
ブランド薬師

### 施設
- 八幡神社 (長野市浅川一ノ瀬)
- ブランド薬師（八櫛神社） - 市指定文化財
- 浅川ダム

## 浅川押田
浅川押田（あさかわ・おしだ）は、浅川地域南東部の地区。郵便番号は381-0056。
地区中央部を長野県道37号長野信濃線が南北に走り、駒沢川（浅川支流）が北西から南東に流れる。周囲は以下の大字・町丁と接する。
鎌倉時代に水内郡若槻荘のうち押田郷（おしだのごう）という郷名が見え、当地と比定される。地区南東部は宅地化されているが、そのほかは山林である。
地区内の人口および世帯数は、311世帯 699人（令和5年3月1日現在）。

### 交通
路線バス
地区内を走る、アルピコ交通の以下の路線系統が利用できる。
- アルピコ交通
  - 16 長野駅 - 浅川西条 - 若槻東条

### 施設
- 八幡神社 (長野市浅川)

## 浅川清水
浅川清水（あさかわ・きよみず）は、浅川地域中部の地区。郵便番号は381-0072。
周囲は以下の町丁と接する。
中山間地の集落。南東部に長野市霊園（浅川霊園）がある。
地区内の人口および世帯数は、16世帯 26人（令和5年3月1日現在）。

### 交通
長野市乗合タクシー「あさかわ号」3コースが集落に乗り入れるが、乗車には会員登録を要する。
このほか、お盆などに限り運行される、アルピコ交通の 臨 長野駅 - 長野市霊園 が利用できる。

### 施設
- 長野市霊園
- 白山神社 (長野市浅川清水)

## 浅川西条
浅川西条（あさかわ・にしじょう）は、浅川地域南東部の地区。郵便番号は381-0057。
南端に駒沢川（浅川支流）が流れる。周囲は以下の大字・町丁と接する。
地区南部は西条団地・浅川住宅地として造成された南向き斜面の住宅街。北部の大半は山林である。
地区内の人口および世帯数は、698世帯 1,610人（令和5年3月1日現在）。

### 交通
路線バス
地区内を走る、アルピコ交通・長電バスの以下の路線系統が利用できる。
- アルピコ交通
  - 17 長野駅 - 浅川西条 - 若槻東条
- 長電バス
  - 61 長野駅 - 若槻団地 - 浅川西条
  - 161 柳原 - 市民病院 - 浅川西条

### 施設
- 長福寺 (長野市)
- 諏訪神社（浅川西条諏訪社） - 本殿が市指定文化財。

## 浅川西平
浅川西平（あさかわ・にしひら）は、浅川地域中部の地区。郵便番号は381-0066。
南東向き斜面の山間地。駒沢川（浅川支流）が発する。周囲は以下の町丁と接する。
集落は南端にあり、北部の大半は山林である。
地区内の人口および世帯数は、28世帯 77人（令和5年3月1日現在）。

### 交通
長野市乗合タクシー「あさかわ号」3コースが乗り入れるが、乗車には会員登録を要する。
一般の路線バスはない。

### 施設
- 長野市霊園
- 伊勢社 (長野市浅川)

## 浅川畑山
浅川畑山（あさかわ・はたやま）は、浅川地域中部の地区。郵便番号は381-0073。
南端に浅川（南浅川）が流れる。周囲は以下の大字・町丁と接する。
山間地の地区。大半は山林である。集落は浅川地域の他地区（浅川ループライン側）よりも、芋井地域の新安集落（戸隠バードライン側）に近い位置にある。
地区内の人口および世帯数は、10世帯 27人（令和5年3月1日現在）。

### 交通
長野市乗合タクシー「あさかわ号」の4コースが乗り入れるが、乗車には会員登録を要する。
一般の路線バスはない。

### 施設
- 諏訪神社 (長野市浅川畑山)

## 浅川東条
浅川東条（あさかわ・ひがしじょう）は、浅川地域南東部の地区。郵便番号は381-0064。
中央部を長野県道37号長野信濃線が南から北東に向けて走り、長野県道506号戸隠高原浅川線（浅川ループライン）が分かれている。南西端に浅川が流れる。周囲は以下の大字・町丁と接する。
宅地と田畑が広がる。南東部に市役所支所・小学校などの公共施設が集まり、浅川地域の行政の中心となっている。
地区内の人口および世帯数は、189世帯 396人（令和5年3月1日現在）。

### 交通
路線バス
地区内を走る、アルピコ交通の以下の路線系統が利用できる。
- アルピコ交通
  - 17 長野駅 - 浅川西条 - 若槻東条

### 施設
- 長野市役所浅川支所
- 長野市浅川公民館
- 長野市営浅川体育館
- 長野市立浅川小学校
- 浅川郵便局
- 石塚八幡神社

## 浅川福岡
浅川福岡（あさかわ・ふくおか）は、浅川地域東部の地区。郵便番号は381-0062。
南東部を長野県道37号長野信濃線がかすめる。周囲は以下の町丁と接する。
集落は南端の県道沿いにあり、北部の大半は山林である。
地区内の人口および世帯数は、21世帯 50人（令和5年3月1日現在）。

### 交通
地区内に路線バスは走っていないが、県道を200mほど下れば浅川押田地区内の停留所が利用できる。
また、長野市乗合タクシー「あさかわ号」2コースが乗り入れるが、乗車には会員登録を要する。

### 施設
- 飯綱社 (長野市浅川)

## 神楽橋
神楽橋（かぐらばし）は、浅川地域南東部の地区。郵便番号は381-0053。
周囲は以下の大字・町丁と接する。
地区内はほぼすべて宅地化されている。地区中央部に緑ヶ丘公園が広がる。
地区内の人口および世帯数は、307世帯 720人（令和5年3月1日現在）。

### 交通
路線バス
地区内を走る、アルピコ交通の以下の路線系統が利用できる。
- アルピコ交通
  - 16 長野駅 - 若槻団地 - 若槻東条

### 施設
- 緑ヶ丘公園
- 緑ヶ丘テニスコート

## 門沢
門沢（かどさわ）は、浅川地域北西部の地区。郵便番号は380-0881。
南北に長い形をしており、南部では浅川（南浅川）が発する。北部を長野県道404号栃原北郷信濃線（浅川ループライン）が通過する。周囲は以下の大字・町丁と接する。
古くからの集落は南部にあり、浅川畑山同様に浅川ループライン側よりも芋井地域の上ケ屋（戸隠バードライン側）に近い。北部は飯綱高原の一部として、別荘地やホテル・美術館などがある。飯綱高原スキー場のゲレンデにも接している。
地区内の人口および世帯数は、97世帯 221人（令和5年3月1日現在）。

### 交通
路線バス
地区北部では、浅川ループライン・飯綱リゾートライン交点にある飯綱第4リフト停留所から、アルピコ交通の以下の路線系統が利用できる。
- アルピコ交通
  - 70急 長野駅 - スパイラル - 戸隠高原

### 施設
- 諏訪神社 (長野市門沢)
- ホテルアルカディア
  - 飯綱高原教会
  - アルカディア音楽堂

## 北郷
北郷（きたごう）は、浅川地域北部の地区。郵便番号は381-0075。
地区北部を浅川（北浅川）と長野県道506号戸隠高原浅川線（浅川ループライン）が東西に横断する。地区北部には長野県道404号栃原北郷信濃線（飯綱リゾートライン）がかすめる。周囲は以下の大字・町丁と接する。
戦国時代には水内郡弘瀬荘のうち北郷と見え、これに対する南郷（現在の大字富田に比定）と合わせて北南之郷として1郷分の所務を負担した。集落は地区南部の浅川ループライン近くにある。北部には浅川下流の村々が築いたため池群があり、現在はそれを包み込むように長野京急カントリークラブのコースが広がっている。コースの西隣には長野県環境保全研究所の生態園があり、自然観察ができる。
地区内の人口および世帯数は、55世帯 106人（令和5年3月1日現在）。

### 交通
路線バス
集落から500mほど下った中曽根地区内の北郷岩原停留所から、アルピコ交通（川中島バス）の以下の路線系統が利用できる。
- アルピコ交通（川中島バス）
  - 70急 長野駅 - スパイラル - 戸隠高原

また、集落内に長野市乗合タクシー「あさかわ号」1コースが乗り入れるが、乗車には会員登録を要する。

### 施設
- 長野県環境保全研究所飯綱庁舎
  - 生態園
- 長野京急カントリークラブ
- 浅川のため池群
  - 大池 - 1564年（永禄7年）完成
  - 丸池 - 1568年（永禄11年）完成
  - 上蓑ヶ谷池 - 1657年（明暦3年）完成
  - 下蓑ヶ谷池 - 1687年（貞亨4年）完成
  - 猫又池 - 1941年（昭和16年）完成
- 浅川大池・猫又池遺跡
- 朝川原神社 - 市指定文化財

## 坂中
坂中（さかなか）は、浅川地域東部の地区。郵便番号は381-0061。
地区北東に三登山がそびえる。中央部を長野県道37号長野信濃線（坂中峠道路）が南北に走る。周囲は以下の大字・町丁と接する。
上水内郡飯綱町へ続く坂中峠の南口の地区。坂中峠は旧北国街道脇道である坂中道の峠で、当地はその登り口にできた新田集落であり、江戸時代には坂中新田村といった。集落は中央部の県道旧道沿いにある。大半は山林である。
地区内の人口および世帯数は、30世帯 56人（令和5年3月1日現在）。

### 交通
長野市乗合タクシー「あさかわ号」2コースが乗り入れるが、乗車には会員登録を要する。
一般の路線バスはない。

### 施設
- 坂中神社

## 伺去
伺去（しゃり）は、浅川地域南東部の地区。郵便番号は381-0063。
南東部を長野県道37号長野信濃線がかすめる。周囲は以下の町丁と接する。
高台の住宅地。難読地名であり、仏舎利に由来するとも、西行が飯縄山を詣でた際に詠んだ歌に由来するともいう。
地区内の人口および世帯数は、148世帯 313人（令和5年3月1日現在）。

### 交通
地区内に路線バスは走っていないが、南に300mほど下った浅川東条地区内の停留所や、東に400mほど下った浅川押田地区内の停留所が利用できる。
また、長野市乗合タクシー「あさかわ号」2・3コースが乗り入れるが、乗車には会員登録を要する。

### 施設
- 伺去神社

## 真光寺
真光寺（しんこうじ）は、浅川地域南東部の地区。郵便番号は381-0065。
西端を浅川（北浅川）が流れ、中央部に浅川ダムがある。地区の南の隅で南浅川と合流する。中央部を長野県道506号戸隠高原浅川線（浅川ループライン）が南北に走る。周囲は以下の町丁と接する。
中央でくびれた形をしており、主な集落は南東部にある。
浅川油田があった地であり、少なくとも1753年（宝暦3年）以前から利用されてきた。1871年（明治4年）には日本初とされる石油会社「長野石炭油会社」が設立され、本社を東京府神田（現 千代田区外神田三丁目）、日本初となる石油精製所は妻科村石堂町（現 長野市北石堂町）の刈萱山西光寺境内に置いた。当初129m3の産出があり、設備の新設などで224m3まで増やしたが、これ以上は伸びなかった。1881年（明治14年）に同社は倒産し、その後はガラス工場の燃料などに細々と利用されてきたが、1973年（昭和48年）に200年以上に及ぶ石油利用は終わった。現在は石油井戸のみ残され、保存されている。
地区内の人口および世帯数は、31世帯 50人（令和5年3月1日現在）。

### 交通
戸隠ゆきの路線バスが地区内を走るが、停留所はない。最寄りの停留所は、浅川ループラインを南西に800mほど下った浅川東条地区内。
地区内には、長野市乗合タクシー「あさかわ号」2・3コースが乗り入れるが、乗車には会員登録を要する。

### 施設
- 浅川油田 石油井戸
- 浅川ループライン 真光寺ループ橋
- 浅川ダム管理事務所
- 白山神社 (長野市真光寺)

- 浅川油田 石油井戸跡
- 真光寺ループ橋
- 浅川ダム（試験湛水時）

## 台ケ窪
台ケ窪（だいがくぼ）は、浅川地域南東部の地区。郵便番号は381-0071。
山間部の集落。周囲は以下の大字・町丁と接する。
集落は南部にあり、大半は山林である。
地区内の人口および世帯数は、11世帯 18人（令和5年3月1日現在）。

### 交通
地区内には、長野市乗合タクシー「あさかわ号」2・3コースが乗り入れるが、乗車には会員登録を要する。
一般の路線バスはない。

### 施設
- 諏訪神社 (長野市台ヶ窪)

## 中曽根
中曽根（なかそね）は、浅川地域北西部の地区。郵便番号は381-0074。
中央部を長野県道506号戸隠高原浅川線（浅川ループライン）が南東から北西に走る。周囲は以下の町丁と接する。

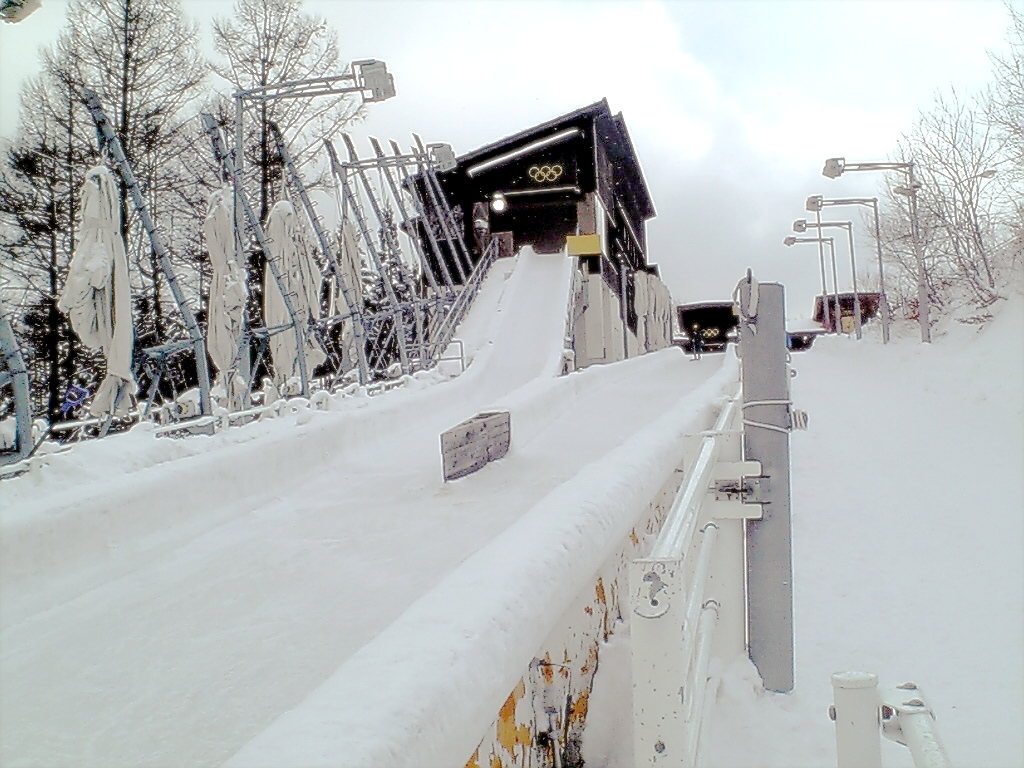
スパイラル

主な集落は南東部にある。北西部には長野市ボブスレー・リュージュパーク「スパイラル」があり、長野五輪のボブスレー・リュージュ競技会場となった。現在でも公式競技が開ける国内唯一の会場として利用されている。
地区内の人口および世帯数は、46世帯 107人（令和5年3月1日現在）。

### 交通
路線バス
地区内を走る、アルピコ交通の以下の路線系統が利用できる。
- アルピコ交通
  - 70急 長野駅 - スパイラル - 戸隠高原

### 施設
- 長野市ボブスレー・リュージュパーク「スパイラル」
- 浅川ループライン 中曽根大橋
- 諏訪神社 (長野市中曽根)

## 三ツ出
三ツ出（みついで）は、浅川地域北部の地区。郵便番号は381-0076。
南端を長野県道506号戸隠高原浅川線（浅川ループライン）がかすめる。周囲は以下の大字・町丁と接する。
集落は南部にあり、大半は山林である。地区北部には長野京急カントリークラブのコースの一部がまたがっているほか、逆谷地湿原が広がる。
地区内の人口および世帯数は、10世帯 23人（令和5年3月1日現在）。

### 交通
長野市乗合タクシー「あさかわ号」1コースが乗り入れるが、乗車には会員登録を要する。
一般の路線バスはない。

### 施設
- 逆谷地湿原 - 長野県自然環境保全地域
- 善光寺の森 - 将来文化財等の保全修理に使用する木材を地元から供給できるよう、2007年にサワラとヒノキが植樹されている。
- 八幡神社 (長野市三ツ出)

## 屋敷田
屋敷田（やしきだ）は、浅川地域南東部の地区。郵便番号は381-0055。
周囲は以下の大字・町丁と接する。
全域が宅地化された住宅地。南東部は北部中学校の敷地が占める。
地区内の人口および世帯数は、291世帯 743人（令和5年3月1日現在）。

### 交通
路線バス
地区内を走るアルピコ交通の以下の路線系統が利用できる。
- アルピコ交通
  - 16 長野駅 - 若槻団地 - 若槻東条

### 施設
- 長野市立北部中学校